# 園篠南線
園篠南線（えんじょうみなみせん）又は西能勢線（にしのせせん）は、かつて大阪府豊能郡能勢町森上から兵庫県多紀郡篠山町福住および篠山市街まで運行されていた日本国有鉄道（国鉄バス）の路線バスである。

## 沿革
1954年（昭和29年）3月に運行開始。現在の国道173号の国道認定とともに能勢町から陳情されていた。能勢町の森上から同町の最北端集落･天王を経由して篠山町の福住および本篠山まで運行していた。1987年（昭和62年）2月に廃止されたが、能勢町による貸し切りバスを経て、阪急バスに引き継がれた。阪急バスは1992年（平成3年）春に町のスクールバスに転換され、1999年（平成11年）春に能勢町教委に移管した。2021年には山辺口から北側を走る阪急バスの路線が廃止された。

## 停留所
西能勢（森上バスセンター）、東森上（阪急バス山辺口）、山辺口（阪急バス城山橋）、山辺、平井、東山辺、上山辺、行者口、砂原橋、奥車、中人、土ヶ畑口、天王、摂津天王、奥山口、柼木、福住 → 本篠山へ
- 奥山口 … 福住より1.7km

## 系統
- 開設当初

西能勢 ～ 本篠山　3往復/60分/60円（所要時間と運賃は西能勢 ～ 福住まで）
- 1964年頃（全国バス路線便覧より）

本篠山 ～ 西能勢　0.5往復/90分/145円
福住駅前 ～ 西能勢　往2/90/55
福住駅前 ～ 摂津天王　0.5/20/35
細工所 ～ 西能勢　0.5/66/105
細工所 ～ 摂津天王　0.5/31/50

## 補足
- 国鉄バスが当時運行していた区間のほとんどは国道173号の旧道区間にあたり、通行止となっている天王峠をはじめ当時と同様のルートを走ることは不可能に近い。参考-はらがたわ峠、天王峠を参照